# Grismay Paumier
Grismay Paumier Charón (L'Avana, 12 luglio 1988) è un cestista cubano.

## Carriera
Con Cuba ha disputato i Campionati centramericani del 2008.

## Palmarès
- Nationale Masculine 1: 1

Saint-Chamond: 2014-15